# Distretto di Hedong
Il distretto di Hedong (河东区S, Hédōng QūP) è un distretto della Cina, situato nella provincia dello Shandong e amministrato dalla prefettura di Linyi.